# Дмитриева Поляна
Дми́триева Поля́на (баш. Дмитриева Поляна) — деревня в Шаранском районе Республики Башкортостан Российской Федерации. Административный центр Дмитриево-Полянского сельсовета.

## География

### Географическое положение
Расстояние до:
- районного центра (Шаран): 6 км,
- ближайшей ж/д станции (Туймазы): 40 км.

## Население
| 2002 | 2009 | 2010 |
| ---- | ---- | ---- |
| 634  | ↗654 | ↘545 |

### Национальный состав
Согласно переписи 2002 года, преобладающая национальность — башкиры (50 %).